# Валсец (Орегон)
Валсец (англ. Valsetz) — невключённая территория и бывший посёлок лесорубов в округе Полк штата Орегон, США. Расположен к западу от Фолс-Сити.

## История
Компания Уильяма У. Митчелла основала город в 1919 году. Поселение было конечной остановкой существовавшей тогда железнодорожной ветки Valley and Siletz Railroad, названной по долине реки Уилламетт и прибрежному городу Сайлец в Орегоне. Новый город назвали по слиянию слов Valley и Siletz. Городской исследователь Линда Карлсон считает, что город был основан компанией Cobbs & Mitchell из города Кадиллак, штат Мичиган, во время Первой мировой войны. Почтовое отделение Валсец было создано в 1920 году.
В 1947 году Cobbs & Mitchell продал город своему торговому агенту, Герберту Темплтону, который управлял им как лесозаготовительной компанией Valsetz Lumber Company до 1959 года, когда его лесопильный завод и лесоматериалы были проданы Boise Cascade Corporation.
После истощения лесов в этом районе в 1970-х годах железная дорога была разобрана.
В 1983 году корпорация Boise Cascade Corporation объявила, что все работы в Валсеце будут прекращены в начале следующего года. В то время население города составляло около 300 человек. В 1984 году город и большинство сооружений были снесены, так как всё, что было в поселении, включая дома и улицы, принадлежало корпорации. Почтовое отделение закрылось в том же году. Участок стал частью лесной фермы Валсец.
Искусственное озеро рядом с городским районом, созданное ранее в результате перекрытия южного рукава реки Сайлец, было осушено в 1988 году.
Валсец был общенационально известен своими рекордными осадками и газетой Valsetz Star, основанной в 1930-х годах 9-летней Дороти Энн Хобсон. На пике расцвета население города составляло более тысячи человек, в нём были начальная и высшая школа, участвовавшие в школьных чемпионатах по баскетболу.

## Климат
Этот климатический регион характеризуется тёплым (но не жарким) и сухим летом со среднесезонной температурой не выше 24,5 °C. Согласно системе классификации климата Кёппена, в Фолс-Сити средиземноморский климат (Csb) с тёплым летом.